# 王振 (宣德進士)
王振（1395年—？），後改名王恂，字伯宣，湖廣荊州府公安縣人，明朝政治人物。進士出身。

## 生平
湖廣鄉試第四十三名。宣德五年（1430年）丁丑科會試第二十四名，殿試登進士第三甲第五十七名。

## 家族
曾祖父王琦。祖父王文才。父亲王貴華。